# Chamaeleo chapini
Chamaeleo chapini är en ödleart som beskrevs av  De Witte 1964. Chamaeleo chapini ingår i släktet Chamaeleo och familjen kameleonter. Inga underarter finns listade i Catalogue of Life.